# Church Avenue (Culver Line)
Church Avenue is een station van de metro van New York in de borough Brooklyn. Het station is gelegen op de kruising van Church Avenue en McDonald Avenue in de wijk Kensington.
Het station is gelegen langs het metrolijntraject van de Culver Line. Het station werd geopend in 1933. De lijnen  maken gebruik van dit station, voor de G-trein is dit de zuidelijke terminus van de dienst.

## Wetenswaardigheden
- In december 1949 verloor de voormalige Nieuw-Zeelandse Olympisch kampioen Jack Lovelock het leven op Church Avenue door een aanrijding met een metro. Lovelock won goud op de 1500 meter hardlopen tijdens de Spelen van 1936 in Berlijn. Hij had soms last van aanvallen van duizeligheid. Tijdens zo'n aanval viel de Nieuw-Zeelander van het perron op het spoor, waarbij hij in botsing kwam met een naderende metro.

 ·  ·  ·  ·  ·  ·  ·  ·  · 